# Stanley Milgram

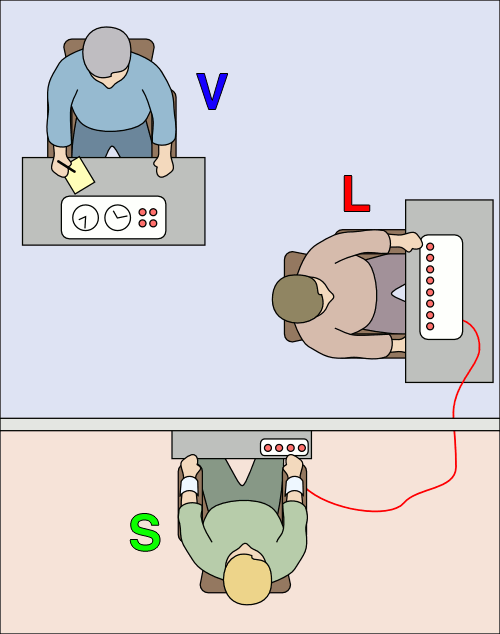
Versuchsaufbau des Milgram-
Experimentes:
V = Versuchsleiter,
L = Lehrer, S = Schüler

Stanley Milgram (* 15. August 1933 in New York City; † 20. Dezember 1984 ebenda) war ein US-amerikanischer Psychologe. Sein bekanntestes Experiment zur Bereitschaft, gegenüber Autoritäten gehorsam zu sein, ist heute als Milgram-Experiment bekannt.

## Leben
Stanley Milgram wurde am 15. August 1933 in New York City geboren. Sein Vater war Ungar, seine Mutter Rumänin, beide jüdische Immigranten. Im Jahre 1950 machte er zusammen mit seinem Schulfreund Philip Zimbardo an der James Monroe High School seinen Highschool-Abschluss. Vier Jahre später erhielt er am Queens College den Bachelor-Abschluss. Seinen Doktorgrad erwarb Milgram unter Gordon Allport an der Harvard-Universität. Anschließend wurde er ordentlicher Professor am Graduate Center der City University of New York. 1983 wurde er zum Mitglied der American Academy of Arts and Sciences ernannt.
1984 starb Milgram im Alter von 51 Jahren an einem Herzinfarkt. Er hinterließ seine Frau und zwei Kinder.

## Arbeit

### Gehorsam gegenüber Autoritäten
Milgram wurde bekannt durch seine Arbeit zum Gehorsam gegenüber Autoritäten. In seinen heute als Milgram-Experiment bezeichneten Versuchen zeigte er, dass die Mehrzahl der Durchschnittsmenschen sich von angeblichen Autoritäten dazu bewegen lässt, andere Menschen systematisch (in diesem Fall durch Stromstöße) zu misshandeln.
Seine Arbeit wird als besonders wichtig angesehen, um zu verstehen, wie bislang unauffällige Menschen Grausamkeiten begehen können. Sie löste aber auch Widerspruch aus, weil sie implizierte, dass ein Großteil der Menschen potentiell grausam sei. Vertreter von Ideologien, die das „Gute im Menschen“ postulieren, zeigten sich besonders angegriffen.
Milgram nennt zum besseren Verständnis seiner Arbeit einige wichtige Voraussetzungen des Verhaltens von Menschen unter autoritärem Einfluss, denn
a) bringen sie von Geburt an wichtige Faktoren für Gehorsamsbereitschaft mit und erfahren im Umgang mit den Eltern erste wichtige Bedingungen für das Fortbestehen in einer Gesellschaft, die ein gewisses Maß an Gehorsam erfordert,
b) haben sie in der Ausbildung die Notwendigkeit des Gehorsams tiefer ins Bewusstsein aufgenommen,
c) werden sie im Beruf weiter darauf getrimmt, dass Gehorsam zum Erfolg führt und
d) bringt sie Gehorsam im Beruf weiter (Belohnung als positive Verstärkung durch Aufstieg).
Gehorsam ist demnach ein normaler Vorgang, der Gesellschaften prägt. Einschränkend muss man jedoch fragen, inwieweit Gehorsam in bestimmten Situationen noch angemessen ist. Hier setzt Milgrams Untersuchung an.
Die Ergebnisse des Milgram-Experimentes gelten als gut abgesichert und konnten in zahlreichen Nachfolgeexperimenten reproduziert werden.

### Das Kleine-Welt-Phänomen
Milgram prägte nach einem anderen Versuch, in dem er u. a. die Post zu Zwecken der Sozialforschung nutzbar machte, den Begriff des Kleine-Welt-Phänomens (small world phenomenon).
Bevor er das Kleine-Welt-Phänomen untersuchen konnte, entwickelte Milgram 1960 die sogenannte „lost letter technique“. Diese nicht-reaktive Methode dient dazu, die Einstellung einer Bevölkerung in einem bestimmten Testgebiet zu erforschen, ohne dass sich wie bei herkömmlichen Methoden soziale Einflüsse wie etwa die erwartete soziale Erwünschtheit in den Antworten auf die Befragung niederschlagen. Dazu dienten Briefe, die vollständig adressiert und frankiert im Testgebiet zurückgelassen wurden und den Eindruck erweckten, verloren worden zu sein. Sie waren (neben Privatpersonen) an Menschen adressiert, die erkennbar einer Gruppierung oder Institution angehörten, etwa einer medizinischen Forschungseinrichtung, der kommunistischen Partei oder den Nationalsozialisten. Aus der Anzahl der Briefe, die die Bewohner hilfsbereit an die Adresse weiterleiteten, also etwa in den Briefkasten warfen, schloss der Experimentator auf die Einstellung der Bevölkerung zu den Gruppierungen.

### Urban-Overload-Hypothese
Nach Milgrams Beobachtung leiden Menschen in Großstädten an Reizüberflutung, gegen die sie sich durch sozialen Rückzug abschotten. Dadurch werden zwischenmenschliche Beziehungen oberflächlicher, die Häufigkeit prosozialen Verhaltens nimmt ab usw., siehe Urban-Overload-Hypothese.

## In der Popkultur
Der britische Pop-Rock-Musiker Peter Gabriel, der Stanley Milgram bewunderte, widmete dessen Milgram-Experiment das Lied We Do What We’re Told (Milgram’s 37), das 1986 auf seinem Album So erschien. Der Liedtext des Songs ist von diesem Versuch inspiriert.

## Veröffentlichungen (Auswahl)
- Conformity in Norway and France: An experimental study of national characteristics. Harvard University, 1960. (Dissertation)
- The Small World Problem. In: Psychology Today, Mai 1967, S. 60–67.
- The individual in a social world. Essays and Experiments. 3., erweiterte Auflage, Pinter & Martin, 2010, ISBN 978-1-905177-12-7.
- Das Milgram-Experiment. Zur Gehorsamsbereitschaft gegenüber Autorität (Originaltitel: Obedience to Authority, übersetzt von Roland Fleissner). 17. Auflage, rororo sachbuch 17479, Reinbek bei Hamburg 1995 (deutsche Erstausgabe 1982), ISBN 978-3-499-17479-7.